# Obegriplighetsdebatten
Obegriplighetsdebatten var en svensk litterär debatt om begripligheten i modernistisk poesi som ägde rum 1946.
Debatten hade sin upprinnelse i att Bonniers återutgav Erik Lindegrens diktsamling mannen utan väg som tidigare hade refuserats. Den sattes i gång av en understreckare i Svenska Dagbladet där Sten Selander under rubriken Det dunkelt sagda...  angrep inte bara mannen utan väg som "obegriplig" utan också den modernistiska lyriken i allmänhet. Selander menade att Lindegren och de andra modernisterna ägnade sig åt en kortsynt och substanslös modernitetsjakt, dömd till eftervärldens glömska. Karl Vennberg gick i svaromål och fick ledande unga författare och kritiker som Lennart Göthberg, Ragnar Thoursie och Sven Alfons på sin sida. Även Erik Lindegren själv gav sig in i debatten med artikeln Tal i egen sak där han med ironiska formuleringar gick till motangrepp mot Selander och försvarade den modernistiska poesin. Vid årsskiftet 1946/47, när debatten tycktes vara avgjord, tog den ny fart när diktsamlingen Camera obscura visade sig vara en drift med fyrtiotalspoesin.
På 1980-talet uppstod en ny obegriplighetsdebatt, då med språket hos unga kvinnliga lyriker som Ann Jäderlund i centrum.